# Стрелковское
Стрелко́вское (бел. Стралкоўскае) — озеро в северной части Верхнедвинского района Витебской области Белоруссии. Относится к бассейну Ужицы, правого притока Западной Двины.

## Расположение
Озеро располагается на севере Полоцкой низменности, в болотистой лесистой местности к востоку от деревни Стрелки на северо-востоке Кохановичского сельсовета; в 25 км северо-восточнее районного центра — города Верхнедвинска.

## Общая характеристика
Котловина озера имеет эллипсовидную форму длиной 1,57 км и шириной до 0,89 км, ориентированную в направлении север — юг. Площадь водной поверхности составляет 93 га. Наибольшая глубина — 1,5 м, средняя — 1,1 м. Местами подвержено зарастанию. Берега низкие, почти всюду заболоченные.
Площадь водосбора — 10,9 км². Сток из озера идёт в Ужицу через безымянный ручей, вытекающий с западной стороны.